# تومی اونگرر
ژان-توماس «تومی» اونگرر (۲۸ نوامبر ۱۹۳۱–۹ فوریهٔ ۲۰۱۹) هنرمند و نویسندهٔ فرانسوی اهل آلزاس (منطقه‌ای در مرز فرانسه و آلمان) بود. او بیش از ۱۴۰ کتاب از کتاب‌های کودکان گرفته تا آثار بزرگسالان و از داستان‌های تخیلی گرفته تا زندگینامه‌های شخصی منتشر کرد. آنگرر به خاطر طنز اجتماعی تند و تیز و کلمات قصار شوخ‌طبعانه‌اش شناخته می‌شد. او همچنین به‌عنوان یک کارتونیست و به‌خاطر طراحی پوسترهای سیاسی و نیز پوسترهای فیلم شناخته می‌شود.
اونگرر در سال ۱۹۹۸ به پاس «سهم ماندگار» خود به‌عنوان تصویرگر کتاب کودک، مدال بین‌المللی هانس کریستین اندرسن را دریافت کرد.